# ЦентрОбувь
ЗАО «Торговый Дом „ЦентрОбувь“» — некогда крупнейшая российская компания розничной торговли обувью, основанная в 1992 году. По состоянию на июнь 2014 года обладала около 1500 магазинами в 300 городах и собственными распределительными центрами. 19 марта 2017 года сеть была признана банкротом.

## Показатели деятельности
Доля компании «ЦентрОбувь» на российском рынке розничной торговли обувью по оценкам на 2011 год составила 5,2 %, что более чем в 3-5 раз выше, чем у ближайших сетей.
По собственным оценкам компании, товарооборот компании в 2011 году превысил $1 млрд, и динамика роста выручки за последние 5 лет порядка 35 % в год, реализовано 40 млн пар обуви.
Ассортимент «ЦентрОбуви» составляет 2,5 тысячи наименований.
19 марта 2017 года сеть была признана банкротом.